# Raúl Salmerón
Raúl Enrique Salmerón (Zaraza, Estado Guarico, 21 de septiembre de 1953-Los Teques, Estado Miranda, 11 de diciembre de 2022) fue un militar venezolano. Integrante de la Segunda Promoción “Simón Bolívar” graduado como Alférez (1975) junto a oficiales tales como: Hugo Chávez, Jesús Enrique Urdaneta Hernández, Yoel Candelario Acosta Chirinos, Felipe Antonio Acosta Carlés y Jorge Luis García Carneiro.

## Biografía
Con el rango de teniente coronel del Ejército, Raúl Salmerón participó en el golpe de Estado del 27 de noviembre de 1992 en Venezuela, por lo que al fracaso de esta fue sentenciado a veintidós años de cárcel por el delito de rebelión militar; sin embargo, fue indultado por el presidente Rafael Caldera. 
Fue elegido Alcalde del Municipio Guaicaipuro, en el Estado Miranda el 30 de julio de 2000 en una alianza del Movimiento V República (MVR) y el Partido Comunista de Venezuela (PCV) con 31.346 votos para un total del 49,82 por ciento de los votos válidos emitidos y reelecto en octubre de 2004 con 33.746 votos, es decir un 51.56 por ciento de los votos válidos emitidos en una alianza de los partidos y movimientos; Movimiento V República (MVR), Partido Comunista de Venezuela (PCV) Por la Democracia Social (PODEMOS) Patria Para Todos (PPT), Unidad Popular Venezolana (UPV) Movimiento Electoral del Pueblo (MEP) Frente Cívico Democrático (FCD) Gente Emergente (GE) y REDES, culminando su segundo período de gobierno como alcalde el 23 de noviembre de 2008.
Falleció el 11 de diciembre a los setenta años, luego de sufrir un infarto fulminante, mientras jugaba un partido de softbol en el estadio de Los Cerritos, ubicado en los Altos Mirandinos.